# Радивоновский сельский совет (Великобагачанский район)
Радивоновский сельский совет (укр. Радивонівська сільська рада) — входит в состав
Великобагачанского района
Полтавской области
Украины.
Административный центр сельского совета находится в 
с. Радивоновка.

## История
- 1922 — дата образования.

## Населённые пункты совета
- с. Радивоновка
- с. Владимировка
- с. Ивановка
- с. Перекоповка
- с. Марьяновка